# مركز حدود الكرامة
معبر الكرامة الحدودي هو معبر حدودي بري أردني في محافظة المفرق الأردنية المتاخمة لمحافظة الأنبار العراقية حيث يوجد منفذ طريبيل الحدودي العراقي، ويبعد حوالي 320 كيلومترا (199 ميلا) عن العاصمة الأردنية عمّان، و 575 كم (357 ميلا) عن العاصمة العراقية بغداد. وقد خدم حوالي 800,000 مسافر في عام 2010 وفقا لصحيفة العرب اليوم. وقد تعرض هذا المعبر للإغلاق المؤقت عدة مرات بسب الظروف السياسية الخاصة بالبلدين.

## وصلات خارجية
- الصفحة الرسمية للمعبر على موقع إدارة الإقامة والحدود الأردنية.
- صورة جوية لمركز حدود الرويشد وطريبيل على ويكي مابيا.